# Tấn (Anh)
Tấn dài, tấn Anh hay tấn gộp, ký hiệu L/T, là một đơn vị đo trọng lượng trong hệ đo lường Anglo-Saxon hay hệ đo lường Anh, trước đây được sử dụng tại Vương quốc Anh và một vài quốc gia khác trong Khối Thịnh vượng chung Anh. Hiện nay, nó đã thay thế bằng tấn ngắn tại Hoa Kỳ và tấn của hệ SI tại những nơi khác. Nó tương đương với 2.240 pound (hay 1.016,0469088 kg) hoặc 35 feet khối nước biển với tỷ trọng riêng 1,025 g/ml . Nó có ứng dụng hạn chế tại Hoa Kỳ, chủ yếu trong đo đạc trọng tải rẽ nước của tàu bè, và là đơn vị dành cho các tàu chiến (chẳng hạn, các tàu chiến có giới hạn tới 35.000 tấn) trong các thỏa thuận quốc tế giữa các cuộc chiến tranh thế giới.
Tấn tiêu chuẩn trong hệ đo lường tập quán Hoa Kỳ là "tấn ngắn", tương đương với 2.000 pao (chính xác là 907,18474 kg). Cả tấn ngắn lẫn tấn dài đều được định nghĩa như là 20 tạ, nhưng một tạ (Anh-Mỹ) bằng 112 pao (tương đương với 8 stone) trong hệ đo lường Anh (tạ dài hay tạ gộp) và 100 pao trong hệ đo lường Mỹ (tạ ngắn hay tạ ròng).
Lưu ý rằng tấn dài này không phải là tấn được chấp nhận sử dụng trong hệ SI với giá trị bằng 1.000 kilôgam (khoảng 2.204,623 pao).
Một tấn-lực dài bằng 2.240 pao-lực (hay 9.964 newton).